# Jarkko T. Laine
Jarkko T. Laine (* 1969) ist ein finnischer Kameramann.

## Leben
Nachdem Jarkko T. Laine bereits während seines Studiums an der Aalto-Universität in Helsinki vereinzelt die Kamera in mehreren Kurzfilmen übernahm, beschloss er nach seinem Abschluss 1995 noch zwei weitere Jahre in London an der Royal College of Art zu studieren. Während dieser Zeit konzentrierte er sich lediglich auf Studium, sodass er erst nach seinem Abschluss 1997 wieder als Kameramann in Finnland tätig wurde. Sein erster Spielfilm, bei dem er die Kamera übernahm, war das im Jahr 2000 veröffentlichte Drama Kuningas Hidas. Anschließend zeichnete er mit Elina und Die beste Mutter für die Kameraarbeit zweier international bekannter finnischer Produktionen des Regisseurs Klaus Härö verantwortlich. Für den letztgenannten wurde er auch mit dem finnischen Filmpreis Jussi für die Beste Kamera ausgezeichnet.
Laine lebt aktuell in Tallinn, Estland und ist Mitglied der Finnish Society Of Cinematographers.

## Filmografie (Auswahl)
- 1992: Panodraama (Kurzfilm)
- 1993: Johannes 10-11 v. (Kurzfilm)
- 1999: Achterbahn: Mitten in der Nacht (Nattflykt)
- 2000: Kuningas Hidas
- 2002: Elina (Näkymätön Elina)
- 2005: Die beste Mutter (Äideistä parhain)
- 2005: FC Venus – Fußball ist Frauensache (FC Venus)
- 2010: Kalte Rache (La vénitienne)
- 2011: A Friend of Mine
- 2016: Liebe zu verkaufen (Onnenonkija)

## Auszeichnungen
Jussi
- 2006: Beste Kamera – Die beste Mutter